# Joaquim de Almeida

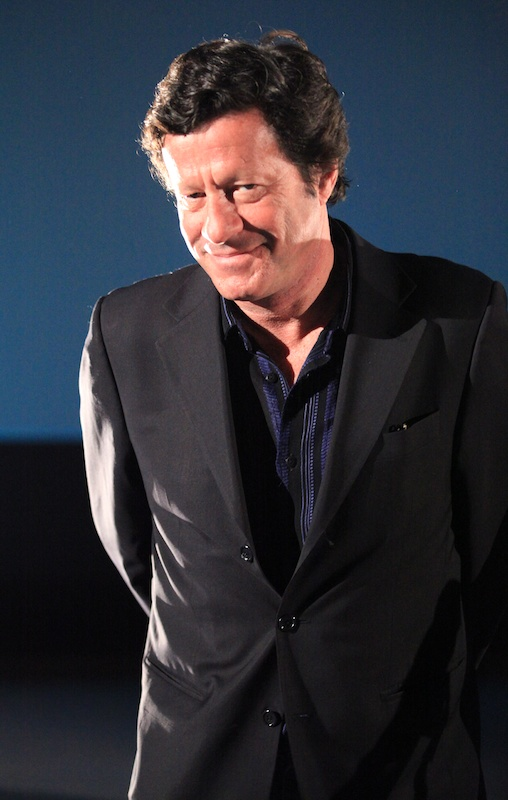
Joaquim de Almeida (2011)

Joaquim de Almeida, eigentlich Joaquim António Portugal Baptista de Almeida (* 15. März 1957 in Lissabon), ist ein portugiesisch-US-amerikanischer Schauspieler.

## Leben
Joaquim de Almeida verließ im Alter von 18 Jahren sein Heimatland und lebte zwei Jahre lang in Wien. Nach seiner Hochzeit mit der angehenden Pianistin Andrea Nemetz zog er 1977 nach New York, wo er zunächst als Kellner und Barmixer arbeitete. Dort entdeckte de Almeida die Schauspielerei für sich und gab 1982 in Der Söldner sein Debüt. De Almeida wirkt vorwiegend in portugiesisch-, spanisch- und französischsprachigen Filmen mit. Zu seinen bekanntesten Hollywood-Filmen zählen Das Kartell mit Harrison Ford und Willem Dafoe sowie Desperado, in dem er an der Seite von Antonio Banderas und Salma Hayek zu sehen war. Ferner spielte er auch in der Serie Miami Vice in der neunten Folge (Gekauft und bezahlt) der zweiten Staffel den bolivianischen Generalssohn und Playboy-Vergewaltiger Nico Arroyo.
Im Jahr 1992 erhielt de Almeida den Preis als Bester Darsteller des Filmfestivals von Kairo für Retrato de Família, 1997 wurde er mit dem Globo de Ouro in Portugal geehrt. Für die Rolle eines mexikanischen Drogenbarons in der dritten Staffel der Fernsehserie 24 wurde er 2005 gemeinsam mit den übrigen Darstellern der Serie in der Kategorie Bestes Schauspielensemble in einer Dramaserie für den Screen Actors Guild Award nominiert.
Er betätigt sich ferner als Synchronsprecher und Produzent des portugiesischen Films. Seit dem 8. Oktober 2005 besitzt Joaquim de Almeida die US-amerikanische Staatsbürgerschaft. Er spricht fließend Portugiesisch, Spanisch, Englisch, Französisch, Italienisch und Deutsch.

## Filmografie (Auswahl)
- 1982: Der Söldner (The Soldier)
- 1983: Der Honorarkonsul (The Honorary Consul)
- 1985: Miami Vice (Fernsehserie, Folge 2x09)
- 1987: Der schwarze Milan (Milan noir)
- 1987: Good Morning, Babylon (Good Morning, Babylonia)
- 1990: Sandino
- 1991: Der verblüffte König (El rey pasmado)
- 1991: El día que nací yo
- 1992: Retrato de Família
- 1993: Amok
- 1994: Ein ganz normales Leben (Uma Vida Normal)
- 1994: Das Kartell (Clear and Present Danger)
- 1994: Nur für Dich (Only You)
- 1995: Desperado
- 1995: Erklärt Pereira (Sostiene Pereira)
- 1997: Die Schwächen der Frauen (Elles)
- 1997: Tentação
- 1998: Nikita (Fernsehserie, Folge 2x11)
- 1998: Die Maske des Zorro (The Mask of Zorro) (gelöschte Szene)
- 1998: Rileys letzte Schlacht (One Man’s Hero)
- 1998: Django – Ein Dollar für den Tod (Dollar for the Dead)
- 1999: Vendetta – Das Gesetz der Gewalt (Vendetta)
- 2000: Nelken für die Freiheit (Capitães de Abril)
- 2001: Im Fadenkreuz – Allein gegen alle (Behind Enemy Lines)
- 2001: O Xangô de Baker Street
- 2001: Náufragos – Gestrandet (Stranded: Náufragos)
- 2002: Sueurs
- 2003: Os Imortais
- 2003: Il Fuggiasco
- 2003–2004: 24 (Fernsehserie, zwölf Folgen)
- 2004: The West Wing – Im Zentrum der Macht (The West Wing, Fernsehserie, Folge 5x12)
- 2004: Yo puta
- 2005: Um Tiro no Escuro
- 2006: Moscow Zero
- 2006: Fürchtet euch nicht! – Das Leben Papst Johannes Pauls II. (Have No Fear: The Life Of Pope John Paul II.)
- 2006: Die Prophezeiungen von Celestine (The Celestine Prophecy)
- 2007: Kill Bobby Z
- 2007: Call Girl
- 2008: Auf brennender Erde (The Burning Plain)
- 2008: The Lovebirds
- 2008: Che – Guerrilla (Che – Part Two: Guerrilla)
- 2008–2009: Crusoe (Fernsehserie, drei Folgen)
- 2010: Contraluz (Backlight)
- 2011: Fast & Furious Five (Fast Five)
- 2011: Revenge (Fernsehserie, Folge 2x09)
- 2012: Missing
- 2012  The Mentalist (Fernsehserie, Folge 4x12)
- 2013: Bones – Die Knochenjägerin (Bones, Fernsehserie, Folge 9x07)
- 2014: Una Vida: A Fable of Music and the Mind
- 2013: Portugal, mon amour
- 2015: Die Wahlkämpferin (Our Brand Is Crisis)
- 2016: Queen of the South (Fernsehserie)
- 2017: Killer’s Bodyguard (The Hitman's Bodyguard)
- 2017: Downsizing
- 2018: Love Break – Ein Dieb zum Verlieben (Breaking & Exiting)
- 2020: Warrior Nun (Fernsehserie)
- 2020: Das Wunder von Fatima – Moment der Hoffnung (Fatima)
- 2021: Land of Dreams
- 2021: Aruanas (Fernsehserie)
- 2022: God Save the Queens
- 2022: 20 Years (Fernsehserie)
- 2023: Missing
- 2023: Braqueurs: Im Auge des Wolfes – Die Serie (Staffel 2)
- 2023: Fast & Furious 10 (Fast X)
- 2023: The Palace
- 2024: Road House